# Сусатско-Донской
Суса́тско-Донско́й — посёлок в Усть-Донецком районе Ростовской области.
Входит в состав Мелиховского сельского поселения.

## Название
Название посёлка произошло от названий двух рек: Дона и Сусата, в междуречье которых он расположен.

## География
В поселке имеется одна улица — Рыбацкая.

## История
В настоящее время посёлок полностью покинут жителями.

## Население
| 2010 |
| ---- |
| 0    |